# Elección al Senado de los Estados Unidos en Nueva York de 2022
Las elecciones al Senado de los Estados Unidos de 2022 en Nueva York se llevaron a cabo el 8 de noviembre de 2022 para elegir a un miembro del Senado de los Estados Unidos que represente al Estado de Nueva York.
El senador demócrata titular de cuatro mandatos Chuck Schumer, quien se ha desempeñado como líder de la mayoría del Senado desde 2021, se postula para un quinto mandato. Si es reelegido, se convertiría en el senador con más años de servicio en la historia del estado. La fecha límite de presentación para las primarias de junio fue el 7 de abril de 2022.